# Смирнов, Эдгар Филиппович
Эдгар (Эдуард) Филиппович Смирнов (19 апреля 1932, Москва, СССР — 1998) — советский редактор и сценарист.

## Биография
Родился 19 апреля 1932 года в Москве. В 1950 году поступил на киноведческий факультет ВГИКа, который он окончил в 1955 году, и с тех пор стал писать сценарии к кинофильмам, одновременно с этим работал редактором на киностудии «Мосфильм».
Скончался в 1998 году.

## Фильмография

### Сценарист
- 1959 — В нашем городе
- 1961 — Подводная лодка
- 1964 — Секретарь обкома (оригинальный текст — Всеволод Кочетов)
- 1968 — Крах (оригинальный текст — Василий Ардаматский)
- 1969 — Эхо далёких снегов
- 1970 — Цена быстрых секунд
- 1974 — Чисто английское убийство
- 1975 — Капитан Немо
- 1975 — На ясный огонь
- 1976 — Безотцовщина
- 1979 — Особо опасные…
- 1980 — Синдикат-2
- 1988 — Серая мышь
- 1989 — Светик
- 1997 — На заре туманной юности
- 1998 — Князь Юрий Долгорукий